# Stay the Night (canción de Zedd)
«Stay the Night» es una canción realizada por el disc-jockey y productor ruso-alemán Zedd, con la colaboración de la cantante estadounidense Hayley Williams, lanzada el 23 de septiembre de 2013 por Interscope Records e incluida en una edición especial del álbum de Zedd, Clarity, editado en 2013. Fue compuesta por Zedd junto con Williams, además de Carah Faye Charnow y Benjamin Eli Hanna (se cree que es un alias secreto de Nate Ruess).
Una versión acústica de la canción fue grabada, también con Hayley Williams, para formar parte del EP iTunes Session de Zedd.

## Descripción
Escrita por Carah Faye Charnow, Benjamin Eli Hanna, Hayley Williams y Zedd, la canción trata acerca de una pareja al borde de la ruptura que decide pasar una última noche juntos. Zedd comentó que en un principio la idea era que una voz masculina cantase «Stay the Night», pero que finalmente optó por Williams porque la pista es «más atractiva e interesante» con ella cantándola.
Respecto a su colaboración como cantante y compositora en la canción, Williams dijo: «El demo llegó a mí cuando estábamos [con Paramore] presentándonos en varios festivales europeos y me quedé con 'esta canción es ridícula, me encanta' y dije: 'Déjame entrar y ver si puedo escribir todas las palabras que quiero cantar'». Ella también se refirió al contenido final de la canción; la describió como «acerca de dos personas que se conocen, pero que en realidad no están hechas una para la otra, pero hay fuego ahí... Así que escribí acerca de ser fuego y que la otra persona sea gasolina. [La letra] dice 'vamos, viértete sobre mí' porque quería profundizar en la tragedia de saber que esto no es correcto, pero no importa, porque sólo es una noche más».

## Video musical
El video musical para «Stay the Night», estrenado el 23 de septiembre de 2013, fue dirigido por Daniel "Cloud" Campos. El clip mezcla escenas de Hayley Williams bailando en una habitación llena de luces, Zedd tocando el piano y una pareja en diversas situaciones. En julio de 2014, el video fue nominado a un premio MTV Video Music Award en la categoría MTV Clubland Award.

## Lista de canciones
| EP de remezclas |                                               |          |  |
| N.º             | Título                                        | Duración |  |
| 1.              | «Stay the Night» (DJ Snake Remix)             | 5:06     |  |
| 2.              | «Stay the Night» (Tiesto's 'Club Life' Remix) | 5:22     |  |
| 3.              | «Stay the Night» (Schoolboy Remix)            | 6:40     |  |
| 4.              | «Stay the Night» (Nicky Romero Remix)         | 5:37     |  |
| 5.              | «Stay the Night» (Henry Fong Remix)           | 4:08     |  |

| Stay the Night (Zedd & Kevin Drew Extended Remix) |                                                     |          |  |
| N.º                                               | Título                                              | Duración |  |
| 1.                                                | «Stay the Night» (Zedd & Kevin Drew Extended Remix) | 4:48     |  |

## Recepción

### Comentarios de la crítica
John Frazier de Mind Equals Blown le dio a «Stay the Night» una calificación de siete puntos y medio sobre diez. Frazier comentó que, a pesar de que el tema es algo común, la voz de Hayley Williams destaca; «[La canción] es buena, no muy grande, y bastante estándar en cuanto a la música electrónica de baile de moda, pero con una vocalista mucho mejor de lo habitual». Mike Wass de Idolator nombró a «Stay the Night» como «otro himno house con un potencial crossover masivo» y elogió la participación de Williams: su «basta voz», en opinión de Wass, «es el complemento perfecto para los ensoñadores sintetizadores de Zedd».

### Desempeño comercial

#### Posicionamiento en listas
| Alemania        | Media Control AG        | 15 |
| Australia       | ARIA Charts             | 11 |
| Austria         | Ö3 Austria Top 40       | 20 |
| Bélgica         | Ultratip flamenca       | 10 |
| Bélgica         | Ultratip valona         | 14 |
| Canadá          | Canadian Hot 100        | 20 |
| República Checa | Radio Top 100 Chart     | 15 |
| Escocia         | Scottish Singles Top 40 | 1  |
| Eslovaquia      | Radio Top 100 Chart     | 82 |
| Estados Unidos  | Billboard Hot 100       | 18 |
| Estados Unidos  | Pop Songs               | 6  |
| Estados Unidos  | Hot Dance Club Songs    | 1  |
| Estados Unidos  | Dance/Electronic Songs  | 2  |
| Estados Unidos  | Dance/Mix Show Airplay  | 1  |
| Estados Unidos  | Adult Pop Songs         | 23 |
| Finlandia       | Suomen virallinen lista | 15 |
| Irlanda         | Irish Singles Chart     | 8  |
| Italia          | FIMI Charts             | 13 |
| México          | Mexico Ingles Airplay   | 35 |
| Noruega         | VG-lista                | 19 |
| Nueva Zelanda   | NZ Top 40 Singles Chart | 20 |
| Países Bajos    | Mega Single Top 100     | 85 |
| Polonia         | Polish Airplay Top 20   | 6  |
| Reino Unido     | UK Singles Chart        | 2  |
| Reino Unido     | UK Dance Chart          | 2  |
| Suecia          | Sverigetopplistan       | 47 |
| Suiza           | Schweizer Hitparade     | 56 |

### Certificaciones
| País           | Organismo certificador | Certificación | Ventas  | Ref.   |
| -------------- | ---------------------- | ------------- | ------- | ------ |
| Alemania       | BVMI                   | Oro           | 150 000 | [ 35 ] |
| Australia      | ARIA                   | Platino       | 70 000  | [ 36 ] |
| Estados Unidos | RIAA                   | 2× Platino    | 2 000   | [ 37 ] |
| Italia         | FIMI                   | Oro           | 15 000  | [ 38 ] |
| Reino Unido    | BPI                    | Oro           | 400 000 | [ 39 ] |
| Suecia         | GLF                    | Platino       | 40 000  | [ 40 ] |